# Radiorama
Radiorama — італійський поп-гурт, утворений в 1984 році, який виконував композиції в жанрах італо-диско, євробіт і євроденс.

## Історія групи
Історію гурту умовно можна розділити на три часових відрізки — 1984—1987, 1988—1990 і 1991 — 2002.

### 1984—1987: італо-диско
Біля витоків проекту стояв Альдо Мартінеллі, на прохання Мауро Фаріни який написав спільно з Сімоною Дзаніні перший сингл — «Chance To Desire». Через те, що Мартінеллі брав участь у багатьох інших проектах, його ім'я не було зазначено на обкладинці. А ось Фаріна вчинив інакше. Через це Мартінеллі відійшов від подальшої роботи, а Фаріна продовжив працювати над наступними піснями.
Поступово сформувався таке поділ обов'язків у проекті: сольні партії виконував Мауро Фаріна, жіночі вокальні партії виконувала Сімона Дзаніні, замінена згодом Кларою Мороні. Написанням пісень займалися переважно Фаріна і Джуліано Крівелленте, а продюсуванням — Паоло Джемма і Марко Брешіані.
Після «Desire» (випущеного як сингл і максі-сингл на лейблах «Out Records» і «Discomagic») в 1986 і 1987 роках вийшла серія записів, які стали широко відомими, першими з яких були «Hey Hey» і «Vampires». На хвилі успіху, Фаріна і Крівелленте приймають рішення записати альбом, який отримав назву «Desires and Vampires» і був випущений в 1986 році. І максі-сингл, і альбом були записані для «Out Records», але пішли успіхи «Yeti» і «Aliens» (обидва — 1986 рік) з'явилися вже під лейблом «Discomagic», який також був компанією, що відповідає за поширення всієї їхньої продукції.
Другий альбом отримав назву «The 2nd album» і з'явився в 1987 році, будучи першою згадкою нового лейбла «Radiorama Records», на якому до 1993 року (коли Мауро Фаріна створить «21st Century Records») будуть створюватися все нові композиції. Також в 1987 році він ліцензується в деяких країнах, включаючи Австрію, Іспанію, Швейцарію.
У тому ж році Radiorama виступили на фестивалі в Сопоті під час великого концерту італо-диско, спільно з такими виконавцями як Milk and Coffee, Gazebo, Ken Laszlo і Savage.

### 1988—1990: євробіт
Нові твори під маркою Radiorama продовили з'являтися на музичному ринку, але вже без вокального виконання класичної лінійки Фаріна-Дзаніні. Ці композиції більш відповідають стилю, близькому до євробіту.
У цей період група випускає ще три альбоми — «The Legend», «Four Years After» і «The Fifth» — і бере невелику творчу паузу.

### 1991—2002: євроденс
У 1993 році відбувається велике повернення: Мауро Фаріна записав сингл «Aliens 2: The Nightmare», який став хітом. Слідом за цим Фаріна заснував лейбл «21st Century Records».
Наступні треки не сприяли великого успіху. Офіційним вокалістом в 90-х був Анджело Моралес, але не виключено, що він був всього лише танцюристом, а чоловічий вокал все ще належав Мауро Фаріні. У 1998 і 1999 роках пісні «Give Me The Night», «Beautiful Man», «Ninna Ninna Oh», «More Time» були реалізовані за участю французького проекту TH Express при співробітництві Фаріни з лейблом Ramdam Factory. TX Express складався з репера, моделі і танцюриста Рамзеса і Фов, жіночого обличчя групи. У той же час в деяких джерелах стверджувалося, що в ці часи співаками могли бути Аннерлеї Гордон і Мелоді Кастелларі.
Про альбом «The World Of Radiorama» відомо, що співали Джекі Бодімід, Ріккі Стецца, Фабіо Серра і, можливо, інші.

## Дискографія

### Альбоми
- 1986 — Desires And Vampires
- 1987 — The 2nd Album
- 1988 — The Legend
- 1989 — Four Years After
- 1990 — The Fifth
- 1999 — The World Of Radiorama
- 2002 — Yesterday Today Tomorrow

### Сингли
- 1985 — Chance To Desire
- 1985 — Desire
- 1986 — Aliens
- 1986 — Hey Hey
- 1986 — Vampires
- 1987 — So I Know
- 1987 — Yeti
- 1987 — Fire
- 1987 — The Radiorama Mega Mix
- 1988 — ABCD / Bad Girls
- 1988 — ABCD / I Do not Wanna Loose You
- 1988 — Sing The Beatles
- 1988 — The First Album
- 1988 — Bad Girls (Night Mix)
- 1989 — Baciami (Kiss Me)
- 1989 — Hit Medley
- 1989 — Bad Boy You
- 1989 — Daddy Daddy
- 1989 — Medley
- 1989 — ABCD / Radiorama Sing «The Beatles»
- 1989 — Megamix
- 1990 — One Two Three (feat. Max Coveri)
- 1990 — Why Baby Why
- 1990 — 3, 4 Gimme More
- 1990 — In Zaire
- 1991 — Chance To Desire / Desire
- 1991 — Come Back My Lover
- 1992 — All Night Long
- 1992 — Sugar Sugar Love
- 1993 — Aliens 2 (The Nightmare)
- 1994 — Your Love
- 1995 — Let Me Be
- 1995 — Little Bird
- 1995 — It's A Lonely Wait
- 1996 — Like An Angel
- 1996 — Touch Me Now
- 1997 — Cause The Night
- 1997 — Di-Da-Di
- 1998 — Beautiful Man
- 1998 — Give Me The Night
- 1998 — Aliens 2000
- 1999 — Ninna Ninna Oh
- 1999 — More Time
- 1999 — More Time / Ninna Nanna Oh
- 2000 — Danger
- 2003 — Ninna Ninna Oh / Like An Angel

### Компіляції
- 1988 — The First Album
- 1989 — The Best Of Radiorama
- 1994 — The Best Of Radiorama
- 1996 — Golden Hits
- 1998 — Best Of Radiorama
- 1998 — The Ultimate Collection 1984—1998
- 2000 — The Greatest Hits
- 2002 — Turbo Disco
- 2003 — Discomania
- 2006 — Stars Hits — Нове Любовний Настрій
- 2007 — The Original Definitive Collection
- 2008 — Greatest Hits
- 2015 — Greatest Hits & Remixes
- 2016 — Desires And Vampires / The 2nd Album
- 2018 — The Best Of

### Збірники
- 1985 — Radiorama / Patrick Colby — Desire / Mandrill
- 1990 — Max Coveri / Radiorama — Guy Guy / Bad Boy You
- 1990 — Person / Radiorama — Zły Sen / 3, 4 Gimmy More
- 1998 — Miko Mission / Radiorama — How Old Are You / Chance To Desire
- 1999 — Consilio / Radiorama — Take My Heart / Ninna Ninna Oh
- 1999 — Libra / Radiorama — Dreaming Of You / Like An Angel
- 1999 — Radiorama / Wienna — Your Love / You Came
- 1999 — Axel Force Meets Radiorama — Nothing Can Keep Me From You
- 2000 — Radiorama / Red Garden — Like An Angel / To The Moon And Back
- 2000 — Radiorama / Wildside — Total Eclypse Of The Heart / The Winner Takes It All
- 2001 — Max Him / Radiorama — Club Classics 11
- 2004 — Radiorama / Tenesse — Little Bird / Tell Me
- 2006 — Betty Blue feat. Tsukasa / Radiorama — Trance Paradise 5 Vol.2